# 壞媽媽 (電視劇)
《壞媽媽》，為韓國JTBC於2023年4月26日起播出的水木連續劇，由《怪物》、《18歲的瞬間》的深娜瑌導演執導，《超跑斯特拉》、《人生真美麗》的裴世英編劇執筆。劇情講述爲了遺腹子拼命成爲壞母親的媽媽「英順」和因意外事故失憶而成爲孩子的兒子「強豪」尋找失去的幸福，是集所有韓劇悲慘元素於一身的催淚揪心作品。
Netflix於4月26日起每週三四23:00上線。

## 演員陣容

### 主要人物
| 演員                                     | 角色   | 介紹 |
| 羅美蘭                                   | 陳英順 | 經營養豬場，獨自撫養兒子強豪。爲了不讓兒子繼承痛苦，以壞媽媽自居的人物，表面上是嚴苛又凶狠的壞媽媽，其實所做的一切都是為了強豪好。雙胞胎的祖母。 |
| 李到晛 （童年：李京勳） （少年：裴宰贤） | 崔強豪 | 母親的計劃只能成爲自己的人生，帶着自己的祕密成爲了冷血檢察官。連媽媽跟女友都不理睬，只爲了找尋父親的死因而奔跑的他，因意外事故失去記憶成爲孩子，與壞媽媽開始了新的生活，並與媽媽重新生活，尋找失去的童年。酒量和記憶異常的好。雙胞胎的父親。與李美珠同一天出生。 |
| 安恩真 （童年：全诗贤）                  | 李美珠 | 強豪的青梅竹馬兼前女友。有兩個姐姐，自幼便逢父親外遇，然而內心深處的性格無法忍受不義。將愛情和名譽都燒得淋漓盡致，創業被合夥人捲款落跑而回到故鄉的她與成爲孩子的強豪重逢，迎來了變化。雙胞胎的媽媽。與崔強豪同一天出生。                                         |
| 劉仁秀 （童年：金晙熙）                  | 方滲識 | 遊手好閒，是個麻煩製造者，但是從小就單戀美珠，有著純情男子漢的一面。 |

### 其他人物
| 演員   | 角色      | 介紹 |
| 崔武成 | 宋友壁    | 無惡不作成為「友壁集團」的會長，利用崔強豪與強有力下屆總統大選候選人吳太秀建立連繫。                                                               |
| 鄭雄仁 | 吳太秀    | 檢察官出身的國會議員，牽制著宋友壁，作為強有力下屆總統大選候選人走上康莊大道。因為被崔強豪抓住弱點，不得不約定讓自己的獨生女嫁給崔強豪。           |
| 金元海 | 孙勇洛    | 「昭友里」的萬年里長，村民們的精神支柱，掌管村子裡的大小瑣事。雖然沒有子女，但和妻子非常恩愛。                                                       |
| 姜末今 | 郑锦子    | 李美珠的母親，為人溫暖多情，一生只為了丈夫和子女犧牲。也許是因為在同一天同一個地方生下孩子，對陳英順有著與眾不同的感情。                           |
| 徐宜淑 | 朴成美    | 方滲識的母親，和丈夫一起經營碾米坊。因為兒子經常進出監獄，所以對陳英順既羨慕又嫉妒。                                                               |
| 張元英 | 方元亨    | 朴成美的丈夫、方滲識的父親，作為「昭友里」的青年會長總是以身作則解決各種難題，內心深刻、感情豐富的機智鬼。                                         |
| 朴寶京 | 里長夫人  | 總是敷著面膜，抱著寵物狗在村子裡到處走，說話直言不諱的性格總是讓村民們受到驚嚇。他養的「老虎」(比熊犬)是他最愛的寵物，對牠的愛甚至超越了他的老公。 |
| 李尚勳 | 梁叔叔    | 「昭友里」的男巫，在村子裡經營釀酒廠、「昭友里」房地產、寄宿宿舍等多個事業。                                                                       |
| 奇昭侑 | 李睿盡    | 崔強豪、李美珠的龍鳳胎女兒，胥盡的雙胞胎妹妹 |
| 朴多溫 | 李胥盡    | 崔強豪、李美珠的龍鳳胎兒子，睿盡的雙胞胎哥哥 |
| 白鉉真 | Trot Baek | 本名「白勋儿」，抄襲作曲家，帶著建造全國最大規模的Trot演唱會場館的野心回到故鄉「昭友里」。為了搶走英順家養豬場的位置，策劃各種計謀折磨英順。       |
| 洪妃羅 | 吳河英    | 芭蕾舞演员，崔強豪的前未婚妻，吳太秀定時炸彈般的獨生女。曾因父親說謊而傷害了強豪導致他半身不遂智力停在7歲                                          |
| 白承哲 |           | 逢友里里长。 |
| 孙相圭 | 郭相哲    | 逢友里的消防公务员，经常帮崔海植检查养猪场的消防设施。被宋友壁威胁，在法庭上作出对崔海植不利的证词。                                               |
| 吴荷妮 | 白善英    | 李美珠的美甲师好友，两人合伙在首尔近郊开美甲店。                                                                                                   |
| 南美贞 |           | 白善英的母亲。 |
| 崔淳镇 | 邵志錫    | 宋友壁的手下，收到宋友壁的指示隱瞞真實身份居住在「昭友里」。                                                                                       |
| 朴天   | 車代理    | 宋友壁的手下，冒充純真的歸農青年潛居在「昭友里」。                                                                                                 |
| 朴善雅 |           | 吴太秀的妻子、吴河英的母亲。 |
| 孙仁勇 |           | 吴太秀的秘书。 |
|        | 安德烈亚  | 幸福农场的雇工。 |
| 李东勇 |           | 「昭友里」派出所警官。 |
| 河东俊 |           | 崔强豪实习时的前辈检察官。 |
| 闵庆珍 |           | 丁宗具的父亲，因儿子被诬陷而在检察厅门口向崔强豪示威。                                                                                             |
| 朴智雅 |           | 崔强豪车祸后的主治医生。 |
| 金地雄 |           | 道尚集團會長的兒子，吴太秀为了与道尚集团结成亲家，撮合其与女儿吴河英结婚。                                                                         |
| 李昌直 |           | 道尚集团会长。 |
| 金善彬 |           | 崔強豪在司法研究院的同期，看人先看家庭財力且目中無人的典型富二代，因為討厭崔強豪而總是挑起是非。                                                   |
| 陈勇旭 |           | 农药店老板，将店中一角租给李美珠开美甲店。 |
| 韩基重 |           | 负责调查崔海植案件的警察，崔强豪质疑其伪造崔海植案件的证据。                                                                                       |
| 申秀航 |           | 白善英的朋友，到「昭友里」向李美珠讨债。 |

### 特别出演
| 演員   | 角色   | 介紹                                                                                   |
| 趙震雄 | 崔海植 | 陈英顺的丈夫，淳朴洒脱的养猪场老板。於第一集被宋友壁殺害並偽裝為自殺。                 |
| 李珠实 |        | 李美珠的奶奶、郑锦子的婆婆。                                                           |
| 李度烨 |        | 李美珠的父亲、郑锦子的丈夫，有外遇后抛妻弃女。                                         |
| 奇恩世 | 黃秀鉉 | 曾是宋友壁的秘書，被宋友壁派至吴太秀身边担任随行秘书，與吳太秀有私情懷了孩子後被殺害。 |
| 申承浩 |        | 畜牧股公務員。                                                                         |
| 李圭會 |        | 方滲識工作賭場的老闆。                                                                 |
| 白賢珠 |        | 陈英顺就医医院的病患。                                                                 |
| 金善華 |        | 病患的家属。                                                                           |
| 柳承龍 |        | 西裝店老板。                                                                           |
| 鄭先哲 |        | 中央飼料店老闆。                                                                       |

## 原聲帶
- Part.1（發行日期：2023年4月26日）

| 曲序 | 曲目                   | 演唱 | 时长 |
| ---- | ---------------------- | ---- | ---- |
| 1.   | A Dreamy Town          | 河珍 | 2:36 |
| 2.   | A Dreamy Town（Inst.） |      | 2:36 |

- Part.2（發行日期：2023年5月3日）

| 曲序 | 曲目                | 演唱       | 时长 |
| ---- | ------------------- | ---------- | ---- |
| 1.   | Good Night          | Kim Pureum | 3:40 |
| 2.   | Good Night（Inst.） |            | 3:40 |

- Part.3（發行日期：2023年5月4日）

| 曲序 | 曲目                  | 演唱     | 时长 |
| ---- | --------------------- | -------- | ---- |
| 1.   | 關於你（너에 대하여） | Paul Kim | 3:18 |
| 2.   | 關於你（Inst.）       |          | 3:18 |

- Part.4（發行日期：2023年5月10日）

| 曲序 | 曲目                                  | 演唱      | 时长 |
| ---- | ------------------------------------- | --------- | ---- |
| 1.   | Love you again（다시 사랑할 수 있게） | MeloMance | 3:49 |
| 2.   | Love you again（Inst.）               |           | 3:49 |

- Part.5（發行日期：2023年5月17日）

| 曲序 | 曲目                        | 演唱  | 时长 |
| ---- | --------------------------- | ----- | ---- |
| 1.   | The Road not Taken          | Jehwi | 4:14 |
| 2.   | The Road not Taken（Inst.） |       | 4:14 |

- Part.6（發行日期：2023年5月24日）

| 曲序 | 曲目                      | 演唱   | 时长 |
| ---- | ------------------------- | ------ | ---- |
| 1.   | 訴說愛情（사랑을 말해요） | 李文世 | 3:38 |
| 2.   | 訴說愛情（Inst.）         |        | 3:38 |

## 收視率
| 季數 | 季數 | 每季集數 | 每季集數 | 每季集數 | 每季集數 | 每季集數 | 每季集數 | 每季集數 | 每季集數 | 每季集數 | 每季集數 | 每季集數 | 每季集數 | 每季集數 | 每季集數 |
| 季數 | 季數 | 1        | 2        | 3        | 4        | 5        | 6        | 7        | 8        | 9        | 10       | 11       | 12       | 13       | 14       |
| ---- | ---- | -------- | -------- | -------- | -------- | -------- | -------- | -------- | -------- | -------- | -------- | -------- | -------- | -------- | -------- |
|      | 1    | 0.779    | 0.934    | 1.156    | 1.415    | 1.378    | 1.588    | 1.568    | 1.837    | 1.946    | 2.123    | 2.132    | 2.396    | 2.277    | 2.669    |

| 集數       | 播出日期   | 尼爾森收視率     | 尼爾森收視率   |
| 集數       | 播出日期   | 大韓民國（全國） | 首爾（首都圈） |
| ---------- | ---------- | ---------------- | -------------- |
| 1          | 2023/04/26 | 3.588%           | 4.166%         |
| 2          | 2023/04/27 | 4.310%           | 4.836%         |
| 3          | 2023/05/03 | 5.706%           | 6.428%         |
| 4          | 2023/05/04 | 7.033%           | 7.596%         |
| 5          | 2023/05/10 | 6.670%           | 6.666%         |
| 6          | 2023/05/11 | 7.701%           | 8.056%         |
| 7          | 2023/05/17 | 7.494%           | 8.153%         |
| 8          | 2023/05/18 | 8.446%           | 9.526%         |
| 9          | 2023/05/24 | 9.439%           | 9.604%         |
| 10         | 2023/05/25 | 9.956%           | 10.553%        |
| 11         | 2023/05/31 | 10.257%          | 10.648%        |
| 12         | 2023/06/01 | 10.998%          | 12.339%        |
| 13         | 2023/06/07 | 10.592%          | 11.097%        |
| 14         | 2023/06/08 | 12.032%          | 13.604%        |
| 平均收視率 | 平均收視率 | 8.159%           | 8.805%         |

- 收視最低的集數以藍色表示，收視最高的集數以紅色表示，而空格則表示該集的收視沒有相關數據。

## 同時段作品
- ENA 水木連續劇：《寶拉！黛博拉》、《幸福對決》
- tvN 水木連續劇：《盜賊：七個朝鮮通寶》

## 獎項
| 年份   | 頒獎典禮           | 獎項             | 入圍者     | 結果 | 參 |
| 2024年 | 第60屆百想藝術大獎 | 電視劇作品賞     | 《壞媽媽》 | 提名 |    |
| 2024年 | 第60屆百想藝術大獎 | 劇本賞           | 裴世英     | 提名 |    |
| 2024年 | 第60屆百想藝術大獎 | 女子最優秀演技賞 | 羅美蘭     | 提名 |    |
| 2024年 | 第60屆百想藝術大獎 | 女子配角賞       | 姜末今     | 提名 |    |

## 外部連結
- 韓國JTBC官方網站
- Daum上《壞媽媽》的資料

| JTBC 水木連續劇                             | JTBC 水木連續劇                            | JTBC 水木連續劇 |
| ------------------------------------------- | ------------------------------------------ | --------------- |
|                                             | 壞媽媽 （2023年4月26日－2023年6月8日）     |                 |
| 愛情的理解 （2022年12月21日－2023年2月9日） | 奇蹟的兄弟 （2023年6月28日—2023年8月17日） |                 |